# 格里尼—科尔贝伊-埃松铁路
格里尼－科尔贝伊-埃松铁路（法語：Ligne de Grigny à Corbeil-Essonnes）是法国的一条铁路，起点为格里尼，终点为科尔贝伊-埃松，两端均与圣乔治新城－蒙塔日铁路相连，全长10公里。该铁路于1975年全线建成通车，在法国铁路系统中的编号为988000。

## 历史
格里尼－科尔贝伊-埃松铁路修建计划于20世纪60年代末被提出，彼时，埃夫里-库尔库罗讷新城正在建设中，而本铁路属于该项目的配套设施。铁路全线于1975年建成运营。

## 路线
格里尼－科尔贝伊-埃松铁路由格里尼向南引出，穿过埃夫里-库尔库罗讷的核心区域，其中多个区域为地下铁路，最终到达科尔贝伊-埃松。

## 车站列表
| 格里尼－科尔贝伊-埃松铁路车站列表                  |         |                                                                                               |              |                |
| 车站                                               | 公里数* | 交汇路线                                                                                      | 本线停靠车种 | 可换乘交通     |
| Grigny-Val-de-Seine 格里尼塞纳河谷站               | 0       | 圣乔治新城－蒙塔日铁路（马勒塞布/蒙塔日方向）↑ 圣乔治新城－蒙塔日铁路（马勒塞布/蒙塔日方向）↘ |              |                |
| Grigny-Centre 格里尼中央站                         | 2.249   |                                                                                               | [T] · (D)    | Keolis Meyer   |
| Orangis - Bois de l'Épine 奥朗日斯-棘林站          | 4.870   |                                                                                               | [T] · (D)    | TICE           |
| Évry-Courcouronnes 埃夫里-库尔库罗讷站             | 7.008   |                                                                                               | [T] · (D)    | TICE           |
| Bras de Fer - Évry - Génopole 铁臂-埃夫里-生命园站 | 8.700   |                                                                                               | [T] · (D)    | TICE           |
| Corbeil-Essonnes 科尔贝伊-埃松站                   | 9.882   | 圣乔治新城－蒙塔日铁路（圣乔治新城方向）↖                                                     |              |                |
| Corbeil-Essonnes 科尔贝伊-埃松站                   | 10.944  | 科尔贝伊-埃松－蒙特罗铁路（蒙特罗/默伦方向）↙ 圣乔治新城－蒙塔日铁路（马勒塞布/蒙塔日方向）↓  | [T] · (D)    | TICE Albatrans |